# Cueva de El Quintanal
La Cueva de El Quintanal, es una cueva situada en el municipio asturiano de Llanes. declarada Bien de Interés Cultural con la categoría de Monumento.

## Descripción
La cueva se localiza en el sector nororiental del macizo de La Llera, a escasa distancia de la cueva de Balmori, sitas ambas en la localidad de Balmori, parroquia de Barro (Llanes)|Barro, municipio de Llanes.
Fue descubierta por Hermilio Alcalde del Río en 1908, siendo dada a conocer en 1911 en Les Cavernes de la Région Cantabrique (publicación de la que fueron autores Henri Breuil, Hermilio Alcalde del Río, y L. Sierra). Se trata de una cavidad de modesto desarrollo, con la boca de acceso orientada al sur, apenas a unos metros de la Autovía del Cantábrico A-8, de la que se separa por un muro de hormigón.
El conjunto rupestre se localiza en una estrecha galería cegada por una colada estalagmítica, en una zona de penumbra. Su motivo principal es el contorno dorsal y frontal de un cuadrúpedo, identificado como un jabalí o un bisonte, y realizado con un solo trazo impreso sobre la arcilla de descalcificación que recubre la roca,
Con posterioridad a la publicación de Les Cavernes de la Région Cantabrique, en la extensa bibliografía existente sobre las cuevas asturianas, se han ido acumulando a lo largo del tiempo, errores y confusiones, que dificultan un conocimiento preciso de la Cueva de El Quintanal. Así autores de referencia como Ricardo Duque de Estrada (Conde de la Vega del Sella),  Hugo Obermaier Grad, Eduardo Hernández-Pacheco, o Francisco Jordá Cerdá, en algunos de sus trabajos, se refieren indistíntamente a la Cueva de Balmori y a la Cueva de El Quintanal, como si se tratase de una única cueva.
M. Mallo Viesca y J. M. Suárez, en un artículo de 1973, sobre las pinturas de las cuevas de la Riera y de Balmori, han aclarado esta confusión describiendo detalladamente la zona, confirmando que la referencia más exacta sobre la cueva, es la recogida en Les Cavernes de la Région Cantabrique, en 1911.
En una zona inmediata a la entrada de la cueva, y en el primer recodo de la pared izquierda de la galería, se encuentran los grabados. La figura principal, y la más visible y citada, es la que H. Breuil, H. Alcalde del Río, y L. Sierra identificaron como un jabalí. Es una figura realizada mediante un único trazo digital sobre la arcilla de decalcificación depositada sobre la pared, con rebabas que flanquean el trazo. Aparenta representar el contorno dorsal y frontal de un animal, ya que no existen signos de que se hubiesen grabado ni vientre ni extremidades. En la parte superior se aprecia claramente la huella de tres trazos digitales, que crean una forma redondeada.
Sobre la cabeza de la figura, se distinguen claramente dos trazos cortos que continúan en un trazo único en sentido contrario, para enlazar con otros restos de grabado, que podrían pertenecer a otra figura, de imposible identificación por el estado de la pared.
Estos detalles anatómicos sobre la cabeza del animal, y la existencia de un relieve de arcilla en la pared con señales de haberse modelado escultóricamente, para crear la forma de una pata delantera, sugieren a estudiosos como Manuel R. González Morales y M.ª del Carmen Márquez Uría, de que podría tratarse de un bisonte y no de un jabalí.
Sobre esta figura se superpone otra realizada con la misma técnica cuya identificación es aún más problemática. De los trazos más visibles, pudiera deducirse que se trata del contorno dorsal de otro animal, de mayores dimensiones.
En ambas representaciones la arcilla está completamente endurecida por cristalización de la calcita, y se encuentran cubiertas por una costra estalagmítica, circunstancia que da prueba de su antigüedad.
Estilísticamente estas representaciones podrían encuadrarse en una fase temprana del Paleolítico superior, más concretamente y según la cronología del arte paleolítico franco-español creada por André Leroi-Gourhan, que establece una seriación de cinco estilos, la Cueva de El Quintanal pertenecería al estilo II (Gravetto - Solutrense). Jordá Cerdá situó la figura principal en tiempos solutrenses, mientras que González Morales y Márquez Uría señalan como principales paralelos para las mismas figuras, las de las cuevas de La Clotilde de Santa Isabel, Las Chimeneas, Altamira y  Hornos de la Peña (todas ellas en Cantabria).
La cueva de El Quintanal fue declarada Bien de Interés Cultural en aplicación del artículo 40.2 de la Ley 16/85, de 16 de junio, de Patrimonio Histórico Español, que otorgó dicha declaración a las cuevas, abrigos y lugares que contuviesen manifestaciones de arte rupestre. Posteriormente, el Principado de Asturias, mediante Decreto 120/2009, de 16 de septiembre (B.O.P.A. n.º 229, de 2 de octubre de 2009), procedió a delimitar el entorno de protección de la Cueva de El Quintanal (conjuntamente con la cercana de Balmori).